# Costante di Gauss-Kuzmin-Wirsing
La costante Gauss-Kuzmin-Wirsing (il nome deriva dai matematici Carl Gauss, Rodion Osievich Kuzmin e Eduard Wirsing) è una costante matematica che si incontra in combinatoria ed è importante nello studio dell'efficienza dell'algoritmo euclideo per il calcolo del massimo comune divisore. Non è noto se sia irrazionale. È legata alla funzione Zeta di Riemann.

## Definizione
Sia G l'operatore Gauss-Kuzmin-Wirsing, cioè:
{\displaystyle [Gf](x)=\sum _{n=1}^{\infty }{\frac {1}{(x+n)^{2}}}f\left({\frac {1}{x+n}}\right).}
L'autovalore maggiore in valore assoluto è 1 e corrisponde alla funzione:
{\displaystyle {\frac {\ln 2}{1+x}}.}
Il secondo autovalore è la costante di Gauss-Kuzmin-Wirsing e vale all'incirca:
{\displaystyle \lambda =0,30366300289...}
Eduard Wirsing ha mostrato che, se {\displaystyle F_{n}(x)} è la distribuzione Gauss-Kuzmin, allora:
{\displaystyle \lim _{n\to \infty }{\frac {F_{n}(x)-\ln(1-x)}{(-\lambda )^{n}}}=\Psi (x),}
dove {\displaystyle \Psi (x)} è una funzione analitica tale che {\displaystyle \Psi (0)=\Psi (1)=0}.

## Relazione con la funzione Zeta di Riemann
L'operatore GKW è legato alla funzione Zeta di Riemann. La funzione Zeta di Riemann può essere scritta così:
{\displaystyle \zeta (s)={\frac {1}{s-1}}-s\int _{0}^{1}h(x)x^{s-1}\;dx}
questo implica che:
{\displaystyle \zeta (s)={\frac {s}{s-1}}-s\int _{0}^{1}dx\;x\left[Gx^{s-1}\right]}
dopo un cambio di variabile.